# Alessia Zecchini
Pour les articles homonymes, voir Zecchini.
Alessia Zecchini (née le 30 juin 1992 à Rome) est une apnéiste italienne.
Elle a établi plusieurs records nationaux et mondiaux d'apnée. En outre, membre de l'équipe nationale italienne, elle a remporté de nombreuses médailles aux Championnats du monde et aux Championnats d'Europe.
Zecchini est, avec Stephen Keenan, l'un des sujets principaux du documentaire Au plus profond (2023) réalisé par Laura McGann. Stephen Keenan, apnéiste de sécurité, est en effet décédé en lui portant secours au Blue Hole de la mer Rouge.